# Сборная Канады по регби

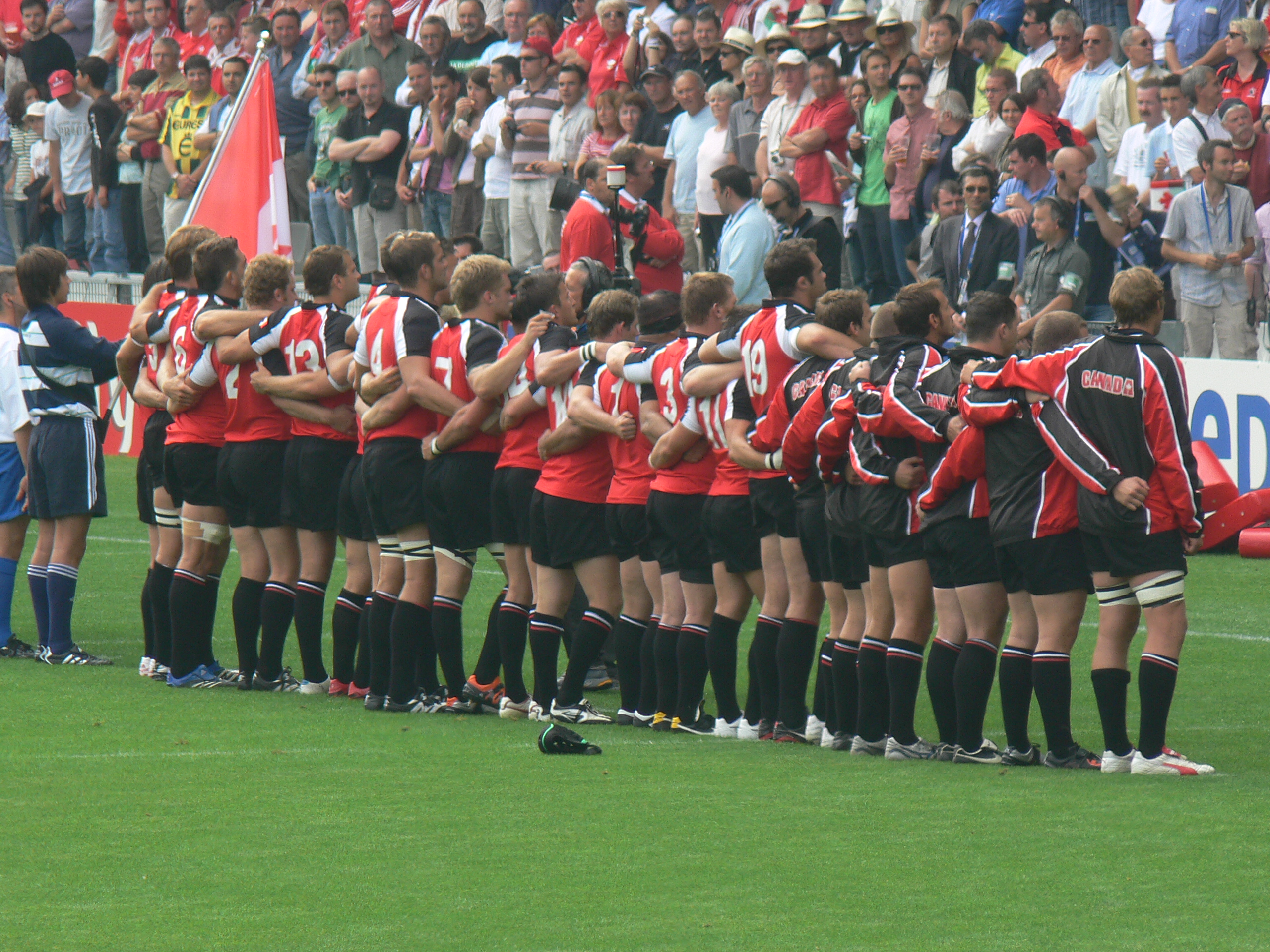
Сборная Канады на чемпионате мира 2007

Сборная Канады по регби (англ. Canada national rugby union team) — национальная команда, представляющая Канаду на международных соревнованиях по регби высшего уровня. Международный совет регби относит канадскую команду к сборным первого яруса.
Первый регбийный матч с участием канадских атлетов прошёл 1874 году, когда игроки из университета Макгилла встретились со своими сверстниками из Гарварда в городе Кембридж. С тех пор каждый год в ноябре проходит игра между этими двумя университетскими командами по правилам регби 1870-х годов. Свой первый матч сборная Канады провела 31 января 1932 года, уступив в напряжённой борьбе сборной Японии.
Сборная Канады принимала участие во всех чемпионатах мира. Наивысшем достижением в этом турнире стал выход в четвертьфинал в 1991 году. Кроме этого до 2011 года канадские регбисты ежегодно участвовали в кубке Черчилля. В двух последних розыгрышах «Канукс» удавалось выйти в финал, однако оба раза они проигрывали второй сборной Англии.
Канадская сборная — сильнейшая в Северной Америке, и вторая по силе на континенте после сборной Аргентины. По состоянию на 9 сентября 2019 года «Кленовые листья» занимают 22-ю строчку в рейтинге Международного совета регби.
У национальной команды два самых популярных прозвища — «Канукс» (разговорное прозвище канадцев) и «Кленовые листья». Канадцы традиционно выступают в красно-белой форме

## История

### Ранние годы
В 1874 году в городе Кембридж (США, штат Массачусетс) состоялась первая в Северной Америке игра в регби между командами университетов Макгилла и Гарварда. В том же году был сыгран впервые матч по правилам американского футбола, организованный Гарвардским университетом. С этого момента каждый год в ноябре проводятся матчи между командами этих университетов под названием «Кубок Ково», причём места проведения игры чередуются. Университет Макгилла называет себя старейшим регбийным клубом Канады, хотя таковым де-юре является клуб «Вестмаунт».
Канадский союз регби был учреждён в 1884 году, однако позднее был преобразован в Канадскую футбольную лигу, и регби в Канаде эволюционировало постепенно в канадский футбол. В 1902—1903 годах канадская команда впервые совершила турне по Великобритании. В 1909 году генерал-губернатор Канады Альберт Грей представил кубок, который с тех пор стал вручаться победителю Канадской футбольной лиги. Правила проведения матчей по регби в Канаде долгое время отличались от правил игры в регби в других странах (так, разрешалась игра вперёд). Канадский регбийный союз в то время развивал игру, очень напоминавшую американский футбол.

### Развитие в XX веке
Во время Первой и Второй мировых войн матчи по регби не проводились, но это не останавливало развитие игры в Канаде. В 1919 году команда канадских служащих провела ряд встреч против команд Англии, Новой Зеландии, Южной Африки и Австралии. В 1929 году началось формирование Регбийного союза Канады, и канадская сборная отправилась в 1932 году в Японию для развития двусторонних отношений и проведения товарищеских игр. Команда была укомплектована коренными канадцами, уроженцами Британской Колумбии, и выходцами из Великобритании. Оба тест-матча канадцы проиграли 9:8 и 38:5.
В 1962 году сборная Канады отправилась в Великобританию, уже будучи почти полностью укомплектованной выходцами из Британской Колумбии. Регбийный союз Канады в 1965 году был преобразован уже в другую организацию с немного изменённым названием — Канадский регбийный союз. В 1966 году в Торонто состоялся матч сборной Канады против «Британских львов», возвращавшихся из Австралии, в котором гости победили 19:8. Канадцы оставались долгое время сильнейшей сборной Северной Америки, но терпели неудачи в матчах со сборными Европы и Южного полушария.
С 1990-х годов Канада стала одерживать победы в тест-матчах над сильными командами первого яруса: 10 ноября 1993 одержала победу над Уэльсом со счётом 26:24 на Кардифф Армс Парк, 4 июня 1994 ей удалось впервые в истории выиграть у Франции со счётом 18:16 в Непине, Онтарио на Туин Эльмс Регби Парк, 27 июня 2000 она разыграла ничью с Ирландией 27:27 в Маркхэме, Онтарио; 15 июня 2002 в Ванкувере была повержена со счётом 26:23 Шотландия (затем последовала серия из семи побед подряд, прерванная поражением от Уэльса в Кардиффе). С основной сборной Англии канадцы провели шесть матчей и ни разу не победили, но при этом канадцы провели 11 матчей против второй и молодёжной (до 23 лет) сборных Англии, считающиеся официальными в архивах канадского регби; 29 мая 1993 в Бёрнаби канадцы выиграли у Англии XV (второй сборной Англии) со счётом 15:12, но эта игра Регбийным союзом Англии не была признана официальной (основной состав английской сборной тем временем был в составе «Британских и ирландских львов» в турне по Новой Зеландии). 25 мая 1991 Канада со счётом 24:19 выиграла у второй сборной Шотландии в Сент-Джоне, Нью-Брюнсуик.

### Чемпионаты мира

#### Чемпионат мира 1987
Канада дебютировала на первом чемпионате мира по регби в 1987 году, попав в группу 2 к командам Уэльса, Ирландии и Тонга. Первая же игра закончилась единственной победой канадцев: они выиграли у команды Тонга 37:4, проиграв затем Ирландии 46:19 и Уэльсу 40:9. Канада заняла третье место и не вышла из группы.

#### Чемпионат мира 1991
В 1991 году Канада выиграла квалификацию на чемпионат мира, попав в группу D к сборным Франции, Румынии и Фиджи. Канада выиграла у Фиджи (13:3) и Румынии (19:11), проиграв Франции 19:13, заняла второе место в группе и вышла в плей-офф, где была выбита Новой Зеландией со счётом 29:13 — несмотря на проигрыш, канадцы не прекращали борьбу до последней минуты и второй тайм выиграли по набранным очкам. Выход в четвертьфинал в 1991 году и по сей день остаётся лучшим достижением канадцев на чемпионатах мира. 23 человека из 26 игроков, заявленных в сборную Канады, были уроженцами Британской Колумбии — все эти 23 человека были занесены в Спортивный зал славы Британской Колумбии (англ. British Columbia Sports Hall of Fame).

#### Чемпионат мира 1995
Четвертьфиналисты первенства мира 1991 года автоматически выходили на чемпионат мира 1995 года. Канада попала в группу А к сборным ЮАР (будущему победителю чемпионата), Австралии (действовавшему чемпиону) и Румынии. Единственную победу Канада одержала над Румынией, проиграв Австралии 27:11 и ЮАР 20:0. Третье место в группе не позволило канадцам выйти в плей-офф. В следующие три года Канада трижды побеждала на турнире Pacific Rim.

#### Чемпионат мира 1999
Канада квалифицировалась на чемпионат мира 1999 года, заняв 2-е место в отборе и пропустив вперёд только Аргентину. В группу ей достались Франция, Фиджи и Намибия, и снова канадцы выиграли только один матч, заняв 3-е место в группе, но поверженной оказалась Намибия, причём с неприличным счётом 72:11. На фоне безобразной игры в двух других матчах матч против Намибии казался очень странным. Канадцы долгое время испытывали проблемы с подбором игроком на главные матчи, хотя при этом в их составе играли в своё время такие звёзды, как Ден Боу, Род Сноу, Майк Джеймс, Колин Юкс, Дейв Лафид и Джейми Кадмор.

#### Чемпионат мира 2003
На чемпионат мира в Австралии Канада прошла, выиграв пять из шести матчей в квалификации. В финальной пульке Канада обыграла только сборную Тонга со счётом 24:7, проиграв матчи Италии, Уэльсу и Новой Зеландии. С 2003 года Канада начала проводить Кубок Черчилля, в финал которого вышла только в 2010 году, проиграв команде «Английские саксонцы» со счётом 38:18. В 2004 и 2005 годах Канада выступала вместо Китая в своеобразном Кубке Сверхдержав, одержав в 2005 году победу над сборной Японии 15:10.

#### Чемпионат мира 2007

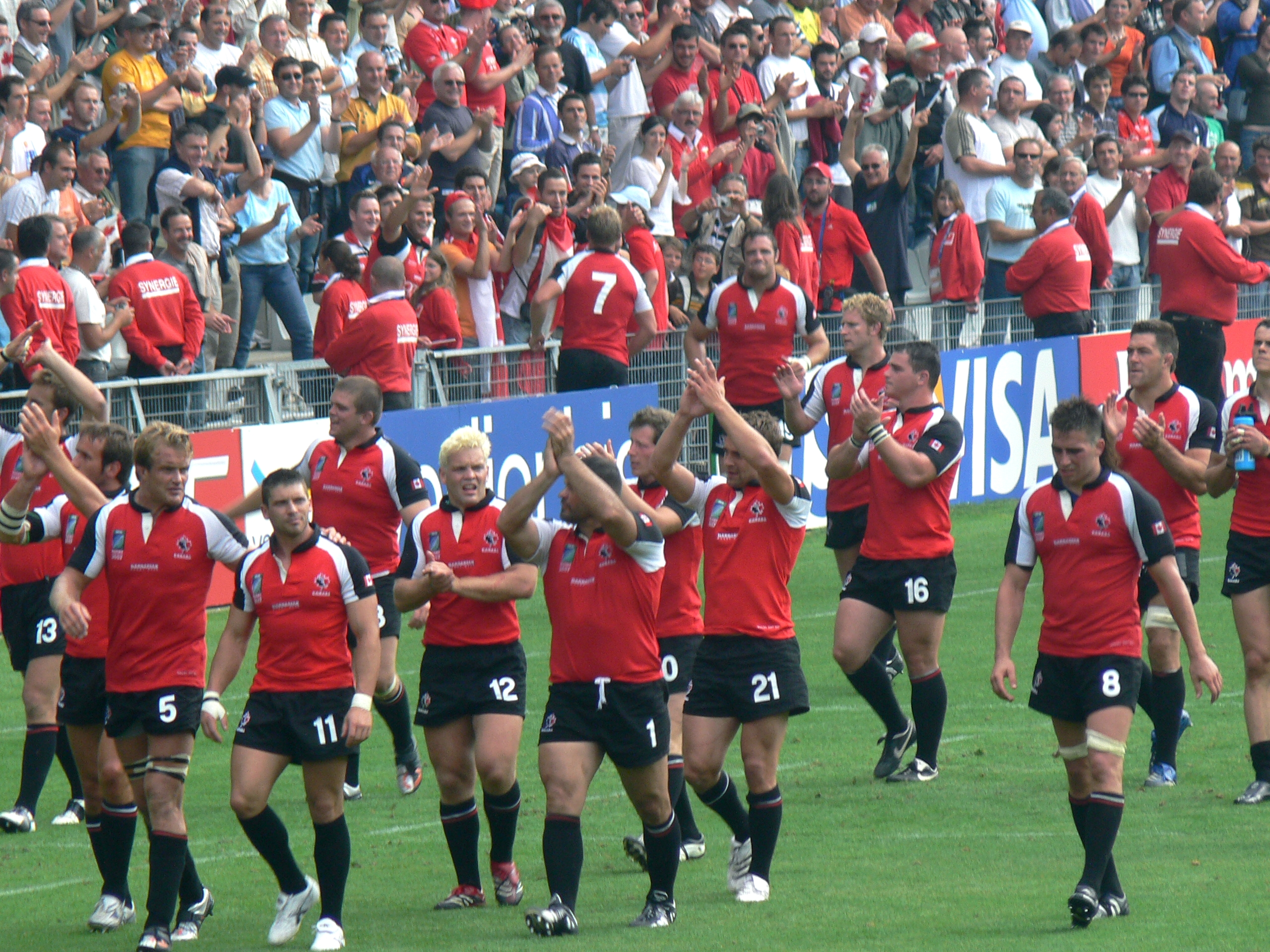
Канадская сборная уходит с поля

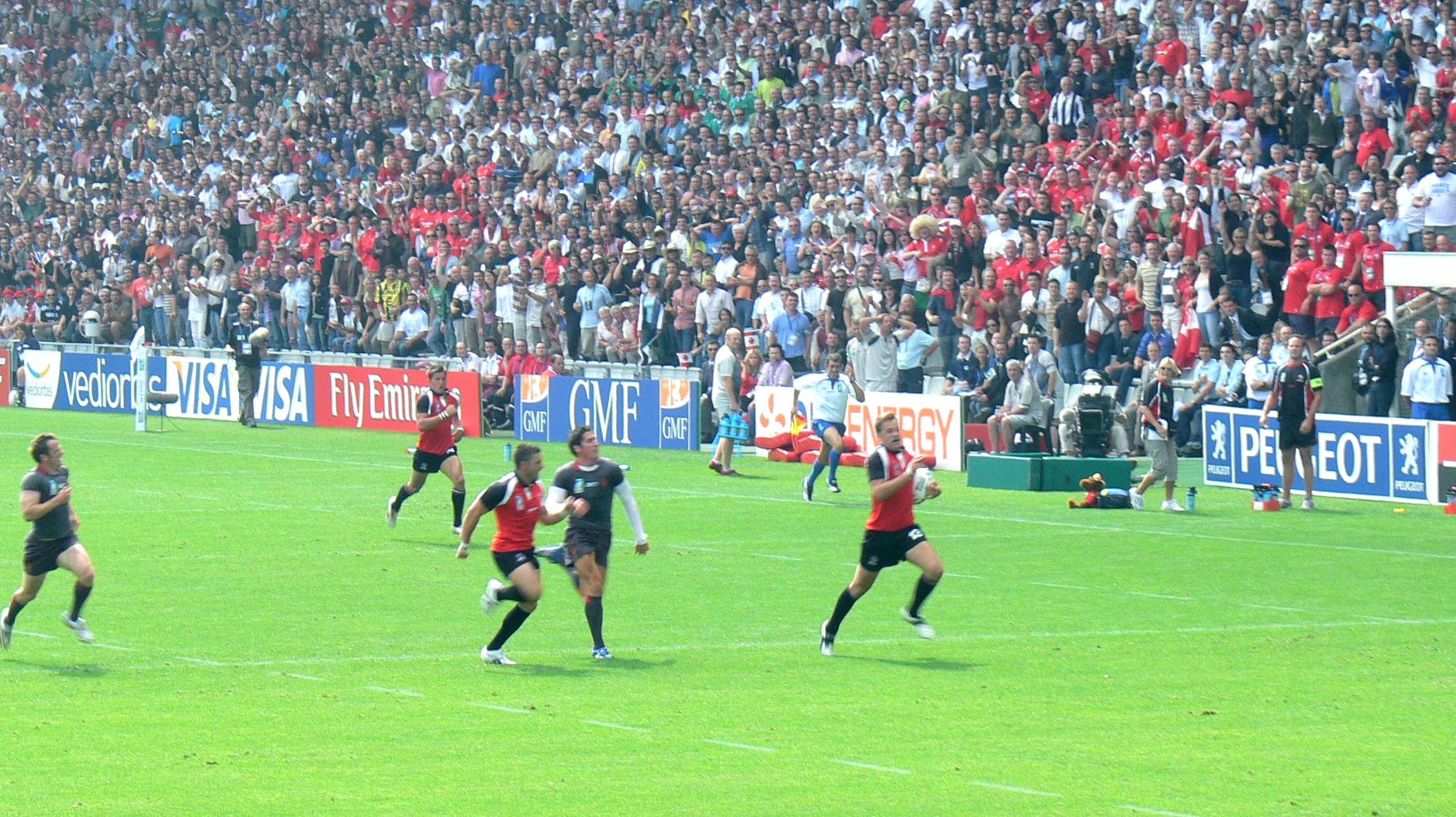
Матч Канада-Уэльс на чемпионате мира 2007 года

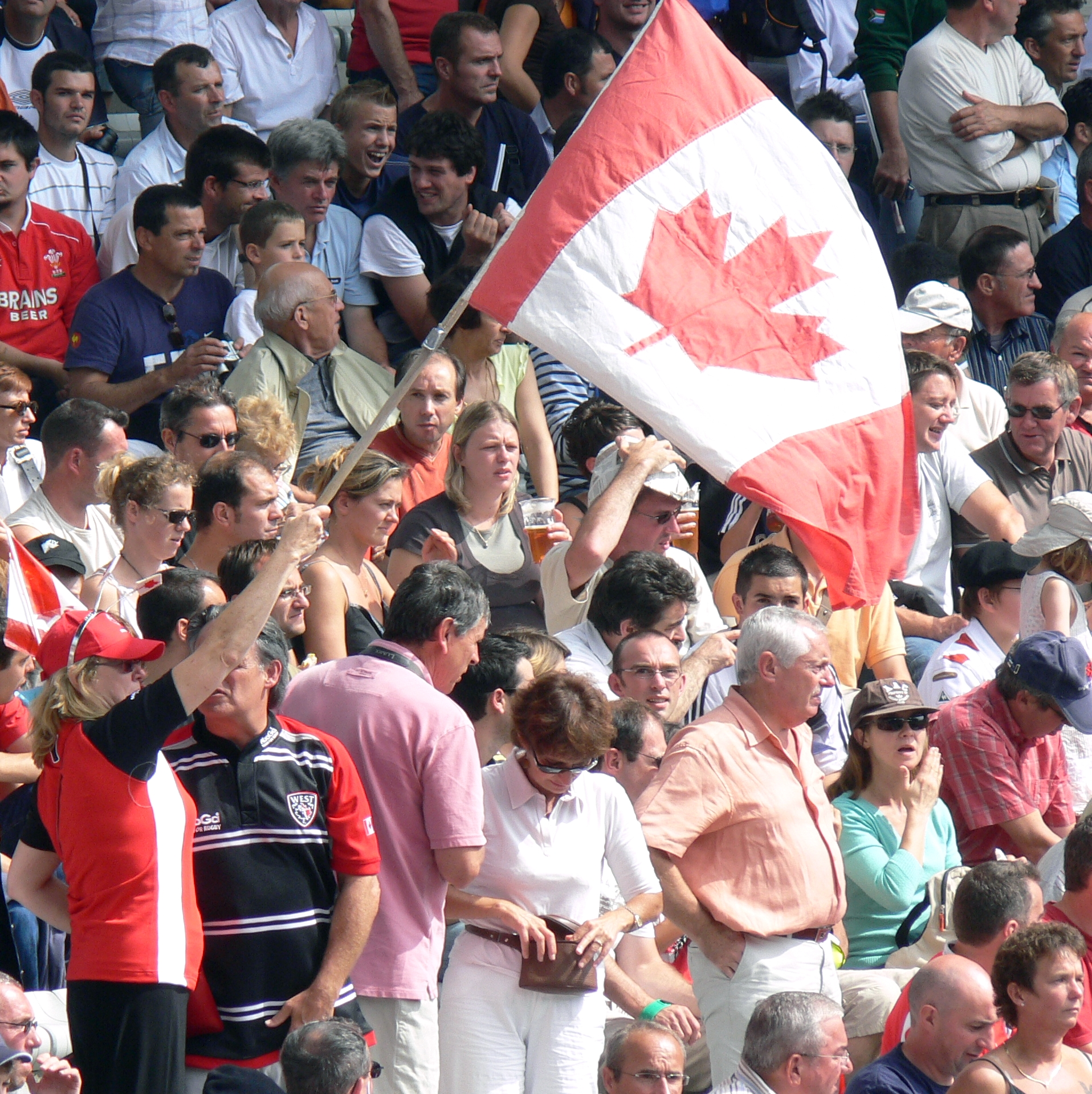
Фанаты сборной Канады

В 2006 году сборная Канады начала отбор на чемпионат мира 2007 года, разгромив сначала 24 июня 2006 в Бриджтауне Барбадос со счётом 71:3 (крупнейшая победа в истории сборной Канады), а затем разбив в Ньюфаундленде США 12 августа 2006 на переполненном стадионе со счётом 56:7. В той игре Джеймс Причард набрал 36 очков благодаря трём попыткам, шести реализациям и трём пенальти, что стало его личным рекордом и рекордом в сборной Канаде (предыдущий рекорд был установлен тем же Причардом в игре с Барбадосом — 29 очков). Благодаря этому канадцы вышли в группу B чемпионата мира, а в том же году победили сборную США на Кубке Черчилля.
Канада ехала на чемпионат мира как аутсайдер: букмекеры давали коэффициент 5000 на её чемпионство при наличии Австралии, Фиджи, Японии и Уэльса. В первой игре 9 сентября в Нанте канадцы проиграли Уэльсу 42:17, а затем сенсационно проиграли Фиджи 29:16 и резко потеряли шансы на выход из группы. Ничья 12:12 в матче в Бордо против Японии стала единственной игрой, где канадцы всё-таки взяли очки, и то на последних минутах Кодзи Тайра занёс попытку и выцарапал ничью для японской команды. Довершило бесславное выступление канадцев поражение от Австралии со счётом 37:6, причём в составе Австралии играли резервисты. Канадцы уехали с чемпионата мира, впервые не одержав ни одной победы.

#### Чемпионат мира 2011
После провального выступления на чемпионате мира тренером сборной был назначен Кайран Кроули, бывший игрок новозеландской сборной, которому пришлось заняться психологическим состоянием игроков. Осенью 2008 года канадцы приехали в Европу, проведя ряд игр: в первой игре они победили Португалию, но проиграли разгромно затем Ирландии, Уэльсу и Шотландии. В июле 2009 года канадцы в двухматчевой серии плей-офф обыграли сборную США и вышли на чемпионат мира в Новую Зеландию прямо как лучшая американская команда.
Подготовка к турниру велась интенсивно: второй раз подряд канадцы вышли в финал Кубка Черчилля, проиграв второй английской сборной «Английские саксонцы». В преддверии чемпионата канадцы провели ещё ряд контрольных игр. Первыми стали два матча против сборной США: дома, 6 августа на стадионе BMO в присутствии 10621 зрителя канадцы победили со счётом 28:22, в ответной встрече 13 августа в Колорадо снова выиграли уже со счётом 27:7. 26 августа канадцы сыграли с австралийской командой «Барбарианс», в которой выступали несколько игроков австралийской сборной — Беррик Барнз, Дрю Митчелл и Роб Хорн. Канадцы уступили 38:14, продемонстрировав неплохую игру. Последняя контрольная игра состоялась 30 августа, когда была повержена австралийская команда «Квинсленд Редс» со счётом 33:14.
Перед началом Кубка мира определённое внимание в прессе канадские игроки привлекли к себе тем, что заявили, что не будут бриться до окончания выступления сборной на турнире.
Первая игра состоялась 14 сентября 2011 против Тонга, в которой канадцы одержали победу 25:20. Вторая игра состоялась против Франции и завершилась поражением 46:19 — в последние 20 минут канадцы потеряли концентрацию, поскольку у них на отдых было только 4 дня. Третья игра против Японии опять завершилась ничьей 23:23, а в последнем матче Новая Зеландия не оставила канадцам ни единого шанса — 79:15. Канада заняла 4-е место в группе и уехала домой, выиграв один матч и сведя один вничью.

#### Чемпионат мира 2015
На чемпионат мира в Англии канадцы попали с первого места, обыграв 23 августа 2013 сборную США со счётом 13:11 в плей-офф (первую игру канадцы выиграли со счётом 27:9). В финальной части канадцев ждали сборные Франции, Ирландии, Италии и Румынии, и в этот раз Канада вообще проиграла все четыре матча, взяв только два бонусных очка при поражениях с минимальным счётом (разница очков у Канады составила −79, что не было самым худшим на том чемпионате).

#### Чемпионат мира 2019
В отборочном турнире к чемпионату мира в зоне Северной и Южной Америки Канада начала выступления в третьем раунде, где по сумме двух матчей 24 июня и 1 июля 2017 года проиграла сборной США (ничья 28:28 дома и поражение 52:16 в гостях). В четвёртом раунде утешительного турнира Канада потерпела два поражения от Уругвая 27 января и 3 февраля 2018 года (29:38 дома и 31:32 в гостях) — Уругвай благодаря этой победе впервые в истории миновал утешительный турнир, а Канада впервые не преодолела напрямую отбор на чемпионат мира и отправилась в утешительный турнир.
В рамках подготовки к утешительному турниру сборная Канады провела два тест-матча против Шотландии и России, и если поражение от Шотландии 10:48 в Эдмонтоне никого не удивило, то поражение от России 20:43 стало сенсацией, поскольку Канада до этого никогда не проигрывала россиянам (с 2009 года канадцы провели четыре тест-матча против России и все четыре раза побеждали до 17 июня 2018 года). 23 ноября 2018 года победа Канады в утешительном турнире гарантировала ей очередную поездку на чемпионат мира. На самом турнире в группе B сборная Канады проиграла три матча новозеландцам, южноафриканцам и итальянцам, а четвёртая встреча против Намибии была отменена из-за тайфуна Хагибис (объявлена ничья 0:0).

## Текущий состав
Состав на ноябрьские тестовые матч 2012 года против Самоа, России и сборной маори.
Главный тренер: Киран Кроули.